# قصة ضمن قصة

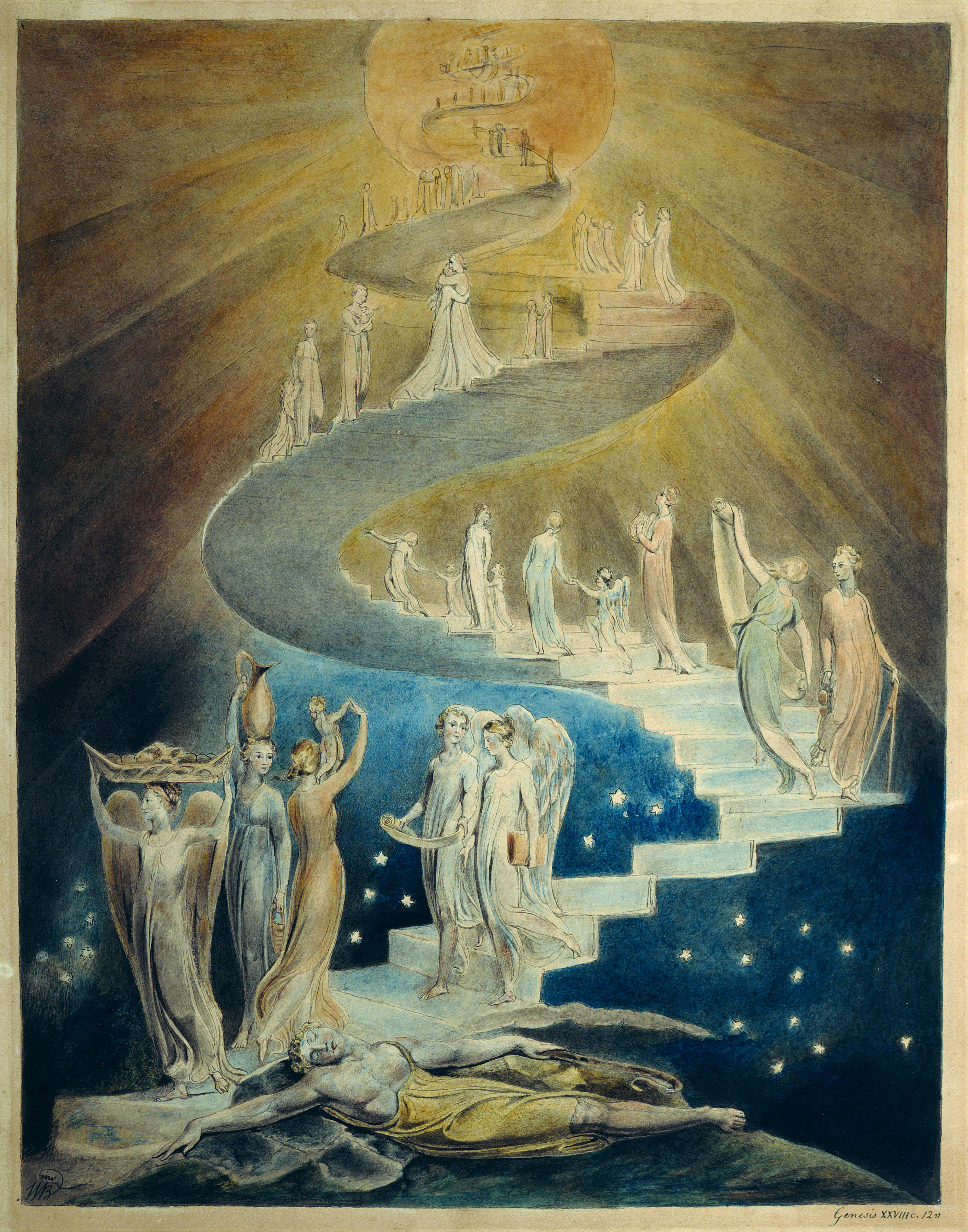

تُعدّ قصة ضمن قصة (بالإنجليزية: Story within a story) أو قصة ضمن حبكة (بالإنجليزية: story within a plot)، تقنية أدبية تمثل فيها إحدى شخصيات العمل الأدبي دور الراوي. ويمكن أن تكون داخل المسرحية مسرحية أخرى، مثل مسرحية شكسبير هاملت؛ كما يمكن للفيلم أن يُظهر الشخصيات على أنها تشاهد فيلمًا آخر، أو رواية ما تحتوي على قصة قصيرة ضمنها. يمكن لتقنية قصة ضمن قصة أن تُستخدم في كافة أنواع الأعمال الأدبية، مثل الرواية أو القصة القصيرة أو المسرحية أو الأعمال التلفزيونية أو الأفلام أو القصائد أو الأغاني أو المقالات الفلسفية.
يقوم بعض الرواة باستخدام هذه التقنية الإضافية لإضفاء طابع المتعة أو لتكون بمثابة مثال على الشخصيات الأخرى. في كلتا الحالتين، تكون القصة الداخلية رمزية وذات أهمية سيكولوجية للشخصيات التابعة للقصة الخارجية. غالبًا ما تكون هناك صلة وصل بين القصتين، إذ تُستخدم حبكة القصة الداخلية لكشف الحقيقة في القصة الخارجية. غالبًا ما يُستخدم هذا النوع من القصص لانتقاد الآراء، ليس فقط بالنسبة للقصة الخارجية، بل وفي الحياة الحقيقية. تسمح كتابة قصة داخل أخرى بدلًا من أن تكون جزءًا من الحبكة نفسها، تسمح للكاتب بأن يلعب على آراء القارئ حول الشخصيات – الأمر الذي يجعل من الدوافع ومصداقية الراوي موضع تساؤل وشك.
قد تكشف القصص التي تدور داخل قصة أخرى عن خلفية الشخصيات أو الأحداث، أو تُخبر عن الأساطير والخرافات التي تؤثر على الحبكة، أو قد تبدو حتى وكأنها تحويلات دخيلة منها. في بعض الحالات، تكون تقنية القصة ضمن القصة مرتبطة بتكوين القصة الخارجية. وأيضًا في حالات أخرى، تكون القصة الداخلية مستقلة عن الخارجية، بحيث يمكن تخطيها أو قراءتها بشكل منفصل، على الرغم من أن العديد من التفاصيل السردية الدقيقة قد تتشابك أو تُفقَد. في بعض الأحيان، تعمل القصة الداخلية كمنفذ للأفكار المُهمَلة التي ينتبه إليها الكاتب ويعتبرها ذات فائدة كبيرة للغاية بحيث لا يمكن أن تُترك دون نهاية واضحة لها، وهي أشبه بإدراج المشاهد المحذوفة في إصدارات الفيديوهات المصورة بالمنزل أو الأفلام. في كثير من الأحيان، يوجد أكثر من مستوى واحد من القصص الداخلية، ما يؤدي إلى جعل الخيال متداخلًا إلى حد كبير. يستخدم المصطلح الفرنسي «ميسي أون أبيم» لوصف تقنيات أدبية مماثلة (وهو يشير أيضًا إلى الممارسة المتمثلة في شعارات النبالة بوضع صورة درع صغير على درع أكبر منه).

## القصص الإطارية ومجموعة مختارات أدبية
يعود تاريخ تقنية قصة ضمن قصة إلى ما يُعرف باسم «القصة الإطارية» التي من خلالها تُستخدم قصة إضافية للمساعدة في سرد القصة الرئيسية. وعادةً، لا تتضمن القصة الخارجية أو «الإطارية» الكثير من الأحداث أو الحبكات الهامة إذ يتكون معظم العمل من قصة كاملة أو أكثر تُحكى عن طريق مجموعة من رواة القصص.
تتمثل أولى الأمثلة عن «القصص الإطارية» و«تقنية قصة ضمن قصة» في الأدبين المصري والهندي القديمين، مثل الحكاية المصرية الملاح التائه والشعر الهندي الملحمي مثل ملحمة رامايانا والقادة الحكماء السبعة وهيتوباديشا وبيتال باتشيسي. في كتاب بيدبا، الفصول الخمسة، يقوم الكاتب بسرد سلسلة متداخلة من قصص الحيوانات مع استخدامه لتقنية قصة ضمن قصة أو مجموعة من القصص ضمن قصة خارجية، ثم، وبشكل غير متوقع، يقطع هذه السلسلة السردية بهدف المحافظة على اهتمام القارئ. في ملحمة مهابهاراتا، تُوصف الحرب الدائرة في القصة من قِبَل شخصية تُدعى فياسا، والذي بدوره تُروى قصته من قِبَل شخصية أخرى تُدعى فيسامايانا، والذي بدوره تُروى قصته من قِبَل شخصية تُدعى أغراسافا.
في رواية الحمار الذهبي للكاتب لوكيوس أبوليوس والقصة السردية بعنوان التحولات للشاعر أوفيد، تمتد فيهما الأساسات السردية إلى أعماق التأطير. ومن الأمثلة الأخرى على ذلك، كتاب ألف ليلة وليلة (الليالي العربية)، حيث تُروى القصة العامة من قِبَل راوٍ مجهول، إذ تقوم شخصية شهرزاد بسرد القصص جميعها. في العديد من القصص التي روتها شهرزاد، ثمّة أيضًا قصص داخلية أخرى وحبكات متداخلة مع حبكات لقصص أخرى ضمن ما يُعرف باسم قائمة حكايات ألف ليلة وليلة. مثال على هذا الأمر، حكاية «التفاحات الثلاثة»، وهي حكاية من نوع أدب الجريمة ترويها شهرزاد. داخل هذه الحكاية، وبعد أن يكشف القاتل عن نفسه، يستخدم تقنية الاسترجاع الفني ليصف سلسلة الأحداث التي أدَّت إلى الجريمة. وفي هذا الاسترجاع الفني، يقوم راوٍ غير موثوق بسرد قصة أخرى بهدف تضليل القاتل (الذي تُكشف هويته فيما بعد) الذي بدوره يكتشف هذا التضليل بعد سماعه القصة الحقيقية من شخصية أخرى. وفي نهاية القصة، نجد قصة داخلية أخرى وهي «قصة نور الدين علي وابنه». ويمكن تتبع استخدام هذه التقنية من الأعمال الأدبية الشعبية إلى التقاليد العربية والفارسية والهندية.
تمتلك رواية فرانكنشتاين للكاتبة ماري شيلي في هيكلها قصة إطارية متداخلة تحكي قصة والتون، الذي بدوره يُسجّل قصة فيكتور فرانكنشتاين، الذي يُعيد صياغة قصة خلقه وقصة عائلة تسكن في مقصورة اكتشفها بالسرّ. ثمَّة أيضًا رواية كلاسيكية أخرى ذات قصة إطارية وهي مرتفعات ويذرنغ، التي تُروى بمعظمها من قِبَل مدبرة المنزل التي تحكيها لتلميذ. كذلك الأمر، تحكي قصة روالد دال في رواية قصة هنري شوغار الرائعة، عن شاب أعزب ثري يجد مقالًا كتبه شخص تعلم «رؤية» بطاقات اللعب من البطاقات الخاصة باللاعب المقابل. تتضمن هذه الرواية النص الكامل لهذا المقال، وهو بنفسه يتضمن قصة فرعية طويلة تصف تجربة حقيقية من قِبَل إمهارت خان.
بالإضافة إلى مجموعة أخرى من القصص الإطارية الكلاسيكية مثل حكايات كانتربري للكاتب جيفري تشوسر وديكاميرون للكاتب جيوفاني بوكاتشيو. في حكايات كانتربري، تروي الشخصيات الحكايات المناسبة لشخصياتها بطريقة تجعل منها شخصيات هامة. كما الفارس النبيل يروي قصة نبيلة، والشخصية المملة تروي قصة مملة للغاية، ويروي ميلر الوقح قصة بذيئة. نجد هذه التقنية أيضًا في الملحمة الشعرية أوديسة للشاعر الإغريقي هوميروس، التي يروي فيها أوديسيوس مغامرات البطل أوديسة في البحر إلى بلاط الملك ألخينوس في شيريا. ثمَّة أيضًا حكايات أخرى أقصر منها، تصف ملحمة أوديسة وتروي الحكاية بشكل مختلف وزائف. تُعدّ العديد من مجموعات قصص الأطفال الحديثة في الأساس أعمال أنثولوجيا متصلة بهذه التقنية، مثل حكايات الماوس للكاتب أرنولد لوبل، وسوينهيرد الصغير للكاتبة باولا فوكس، وكتب: آذان وحكايا والمنطق العام للكاتبين فيليب وهيلاري شيرلوك.
ومن الأمثلة الحديثة المعروفة عن القصة الإطارية هو أدب الخيال مثل رواية الأميرة العروس (في نسختي الكتاب والفيلم). في الفيلم، يقرأ الجد قصة «الأميرة العروس» لحفيده. أما في الكتاب، ثمَّة تفاصيل أكثر لقصة إطارية تحكي قصة أب مع ابنه يحاول خلق نسخة مُعدَّلة خاصة به (كما دعاها في الكتاب) من خلال تجاوزه لأجزاء عديدة من القصة والتي من شأنها أن تكون غير ملائمة لطفل صغير. يؤكد كل من الكتاب والفيلم على أن القصة الأساسية مأخوذة من كتاب يُدعى «العروس الأميرة» للكاتب الراحل وليام غولدمان.
في بعض الأحيان، نجد أن القصة الإطارية تحدث في المكان ذاته الخاص بالقصة الرئيسية. في المسلسل التلفزيوني مذكرات الشاب إنديانا جونز، نجد في كل حلقة أن جميع القصص تُروى من قِبَل إنديانا عندما كان أكبر سنًا (قام بهذا الدور الممثل جورج هال، ومرة واحدة قام به الممثل هاريسون فورد). تُستخدم التقنية ذاتها من خلال سرد الرواي لنسخة قديمة من القصة كما في أفلام: قف بجانبي وقصة عيد الميلاد والبرنامج التلفزيوني ذا ووندر ييرز.